# ريكاردو موراليس
ريكاردو موراليس (بالإنجليزية: Ricardo Morales)‏ هو عازف كلارينيت أمريكي، ولد في 1972.